# Lug de Paula
Luis Guilherme de Souza de Paula (Rio de Janeiro, 15 de junho de 1957), mais conhecido como Lug de Paula, é um ator e comediante brasileiro.

## Biografia
É filho de Chico Anysio e da atriz Nancy Wanderley. É o mais velho dos oito filhos de Anysio, sendo irmão, por parte de pai, dos atores/comediantes Bruno Mazzeo e Nizo Neto. É primo da atriz/diretora Cininha de Paula, do ator Marcos Palmeira e da atriz Maria Maya.
Foi casado por nove anos com a atriz e humorista Heloísa Périssé, com quem tem uma filha chamada Luísa. Tem outros dois filhos, e todos os três residem no Rio.
Depois do encerramento da Escolinha do Professor Raimundo como quadro do Zorra Total, em 2001, Lug de Paula abandonou a carreira artística.
Em 2020, Lug de Paula tinha negócios e residência em Florianópolis. É mestre "professor" praticante do frescobol na Praia dos Ingleses. Em 2020, foi revelado que o Chico Anysio deixou Lug de Paula de fora do testamento. Como a justiça brasileira não permite que uma pessoa seja deserdada voluntariamente, o processo de herança corria legalmente na justiça até 2023.

## Personagens

### Seu Boneco
Na Escolinha do Professor Raimundo, da TV Globo, Lug de Paula fazia o personagem "Seu Boneco", um malandro caxiense mais preocupado com a merenda do que com qualquer outra coisa. O personagem fazia constantes referências a seu local de moradia, o município de Duque de Caxias, no estado do Rio de Janeiro, sendo, portanto, caxiense. O personagem lançou bordões que caíram no gosto popular como "Eu vou pra galera!".
O personagem se destacou tanto que Lug de Paula o levou para a TV Manchete, onde comandou o programa Clube do Seu Boneco. Ainda houve outro programa comandado pelo personagem, chamado de Seu Boneco nas Paradas.
A participação na Escolinha não foi a primeira aparição do Seu Boneco. Nos anos 80, ele fazia parte do quadro do personagem "Corrimão", interpretado por Chico Anysio, no Chico Anysio Show. Boneco era um presidiário que fazia parte da quadrilha de Corrimão, um bandido que todas às vezes tentava fugir da cadeia com planos que nunca funcionavam.
Seu Boneco chegou a lançar dois discos.

### Calunga
Seu primeiro personagem foi Calunga, um corcunda com aparência de zumbi, servo fiel do vampiro Bento Carneiro, interpretado por Chico Anysio. O intérprete original seria Castrinho, que se atrasou para a gravação, então Anysio sugeriu que o filho assumisse o papel. Sempre que seu chefe perguntava sobre o horário atual, Calunga respondia: "É meia-noite em ponto, patrão!". Calunga esteve no ar, ao lado de Bento Carneiro, no quadro Condomínio dos Vampiros, no extinto Zorra Total. 